# Benjamin Lambot
Benjamin Lambot (Brussel, 2 mei 1987) is een Belgische voetballer die onder contract staat bij Cercle Brugge.

## Carrière

### Jeugd en Tubize
Lambot genoot zijn jeugdopleiding bij White Star Woluwé FC & RWDM en vertrok in 2001 naar AFC Tubize. In het seizoen 2004/2005 speelde hij zijn eerste matchen voor Tubize. Hij zou 4 seizoenen met de club in tweede klasse spelen. Hierna promoveerde hij met Tubize naar eerste klasse, deze stap zou voor hem te hoog gegrepen zijn en dus werd hij in 2009 uitgeleend aan tweedeklasser RE Virton.w

### Antwerp
Vanaf het seizoen 2008/2009 zou hij uitkomen voor tweedeklasser Antwerp FC. Zijn debuut voor Antwerp kwam er op 18 augustus tegen Standaard Wetteren en zijn eerste goal voor Antwerp maakte hij op 19 september tegen RFC de Liège. Hij zou uiteindelijk 3 seizoenen bij Antwerp spelen waarin hij aan 79 wedstrijden en 7 goals kwam.

### Lierse SK
In januari van 2012 werd bekend dat Lambot bij eersteklasser Lierse SK had getekend. In juli is hij naar de club gekomen. In zijn eerste seizoen zou hij aan 27 wedstrijden komen. In zijn tweede seizoen speelde hij 13 wedstrijden hierna maakte de club per sms aan hem bekend dat hij moest vertrekken.

### FK Simurq Zaqatala
Op 14 januari 2014 werd bekend dat hij ging spelen voor de Azerbeidzjaanse club FK Simurq Zaqatala, dit maakte hij zelf bekend op Twitter.

### Cercle Brugge
Op 29 mei 2015 werd bekend dat Benjamin terugkeerde naar België en dit om te gaan spelen bij Cercle Brugge. Hier tekende hij een contract van 2 seizoenen.

## Statistieken[2]
| seizoen | club               | land         | competitie     | wed. | goals |
| ------- | ------------------ | ------------ | -------------- | ---- | ----- |
| 2004/05 | AFC Tubize         | België       | Tweede Klasse  | 3    | 0     |
| 2005/06 | AFC Tubize         | België       | Tweede Klasse  | 10   | 1     |
| 2006/07 | AFC Tubize         | België       | Tweede Klasse  | 30   | 2     |
| 2007/08 | AFC Tubize         | België       | Tweede Klasse  | 31   | 6     |
| 2008/09 | AFC Tubize         | België       | Eerste Klasse  | 5    | 0     |
| 2008/09 | RE Virton          | België       | Tweede Klasse  | 12   | 0     |
| 2009/10 | Antwerp FC         | België       | Tweede Klasse  | 20   | 2     |
| 2010/11 | Antwerp FC         | België       | Tweede Klasse  | 26   | 1     |
| 2011/12 | Antwerp FC         | België       | Tweede Klasse  | 33   | 4     |
| 2012/13 | Lierse SK          | België       | Eerste Klasse  | 27   | 0     |
| 2013/14 | Lierse SK          | België       | Eerste Klasse  | 13   | 0     |
| 2013/14 | FK Simurq Zaqatala | Azerbeidzjan | Premyer Liqası | 15   | 0     |
| 2014/15 | FK Simurq Zaqatala | Azerbeidzjan | Premyer Liqası | 26   | 0     |
| 2015/16 | Cercle Brugge      | België       | Tweede Klasse  | 25   | 0     |
| 2016/17 | Cercle Brugge      | België       | Tweede Klasse  | 15   | 0     |
| 2017/18 | Cercle Brugge      | België       | Tweede Klasse  | 2    | 0     |
|         |                    |              | Totaal         | 285  | 16    |